# Segnali di fuoco (album)
Segnali di fuoco è il terzo album solista del rocker italiano Pino Scotto, pubblicato nel 1997. Si tratta di una compilation di brani estratti dai suoi album precedenti, più due brani inediti: Come noi e Segnali di fuoco. Vi è contenuta inoltre una traccia interattiva realizzata da Giuseppe Galliano e, nelle prime mille copie, un fumetto disegnato da Giacomo Basolu liberamente tratto da Standing Rock (la biografia di Pino) scritta da Norman Zoia.

## Tracce
1. Come noi (inedito)
2. Segnali di fuoco (nell'agorà) (inedito)
3. Piazza San Rock
4. Come il piombo
5. Rock e i suoi fratelli
6. Predatori della notte
7. Leonka
8. Il grido disperato di mille bands
9. Dio del blues
10. Baby lupo
11. Venditi l'anima
12. Regina di cuori
13. Gamines

## Formazione
- Ronnie Jackson - basso
- Andrea Braido - chitarra
- Luigi Schiavone - chitarra
- Fabio Treves - armonica
- Enrico Ghedi - tastiere, cori
- Omar Pedrini - chitarra, cori

### Staff
- Norman Zoia, liriche